# Дамешек, Лев Михайлович
Лев Михайлович Даме́шек (род. 2 апреля 1948, с. Мишелёвка, Усольский район, Иркутская область, СССР) — советский и российский историк, специалист по истории Сибири дореволюционного периода. Заслуженный деятель науки Российской Федерации. Доктор исторических наук (1987), профессор.

## Биография
Родился 2 апреля 1948 года в селе Мишелёвка Иркутской области в семье фронтовика, учителя истории, а впоследствии — директора школы Михаила Леонтьевича Дамешека (1922—1976) и учительницы русского языка и литературы, дочери политссыльного Людмилы Максимовны Дамешек (Жмакиной).
В 1966 году с золотой медалью окончил Боханскую среднюю школу. Учился в математическом классе и особого интереса к истории не проявлял.
В 1970 году окончил исторический факультет Иркутского государственного педагогического института. Будучи студентом являлся стипендиантом имени Маркса. Его первым научным руководителем был кандидат исторических наук, доцент А. С. Кузнецов, ориентировавший молодого исследователя на изучение документов по инородческому населению Сибири. После этого продолжил обучение в аспирантуре Иркутского государственного университета им. А. А. Жданова.
С 1970 по 1989 годы — ассистент, старший преподаватель, доцент, профессор кафедры истории СССР (с 1991 года — истории России) Иркутского государственного университета.
В 1974 году под научным руководством доктора исторических наук, профессора Ф. А. Кудрявцева защитил диссертацию на соискание учёной степени кандидата исторических наук по теме «Царизм и народы Восточной Сибири в конце XVIII — первой половине XIX вв.» (специальность 07.00.02 — История СССР). В работе рассматривалась политика царизма в отношении коренного населения Енисейской и Иркутской губерний до 1851 года, включая такие аспекты как организация управления, христианизация и ясачная политика. Был ассистентом, старшим преподавателем, доцентом кафедры истории СССР ИГУ.
В октябре 1987 года защитил диссертацию на соискание учёной степени доктора исторических наук по теме «Политика российского самодержавия в отношении народов Сибири в эпоху капитализма (1861—1917 гг.)» (специальность 07.00.02 — История СССР). Оппонентами по ней выступили его бывшие учителя: профессора В. Г. Тюкавкин, С. Ф. Хроленок и И. А. Асалханов. В рамках диссертации было проведено исследование реализации аграрной политики самодержавия в отношении коренного населения Сибири, удельного веса коренного населения Сибири, хода реализации аграрного законодательства 1896—1917 годов, проведение в жизнь закона 1898 года о крестьянских и инородческих начальниках, взаимоотношения православной церкви и народов Сибири.
В 1989—1993 годах — профессор и заведующий кафедрой истории России Иркутского государственного университета.
С 1993 по 1997 годы работал в администрации Иркутской области в должности председателя комитета по связям с общественными организациями, партиями и средствами массовой информации.
В 1996—2002 годах — заведующий кафедрой отечественной истории исторического факультета Иркутского государственного педагогического университета.
С 1997 года — вновь профессор и заведующий кафедрой истории России Иркутского государственного университета. Одновременно с этим, с 2004 по сентябрь 2013 года был ректором Иркутского института повышения квалификации работников образования.

## Научная деятельность
В девяностых и нулевых годах Л. М. Дашешек принял активное участие в создании учебников: «Историография и источниковедение истории народов Сибири эпохи капитализма (1861—1917)» (автор, ИГУ, 1990), пособия по истории Усть-Ордынского Бурятского автономного округа (в соавт. с Е. Е. Тармахановым, Т. Е. Санжиевой, 2003), «Сибирь в составе Российской империи» (отв. ред. совместно с А. В. Ремнёвым, член авторского коллектива наряду с И. Л. Дамешек, В. П. Зиновьевым, А. В. Ремнёвым, Н. Г. Суворовой, В. П. Шахеровым, М. В. Шиловским), научных трудов: «История Усть-Ордынского Бурятского автономного округа» (редактор и ведущий автор, Москва, 1995) «Иркутск в панораме веков: очерки истории города» (автор, 2002, книга в 2003 г. удостоена Губернаторской премии), «Сибирские „инородцы“ в имперской стратегии власти» (автор), «Образ „инородцев“ на страницах сибирской периодической печати (вторая половина XIX — начало XX в.» (автор, в соавт. с А. В. Гимельштейном, Е. А. Сениной), «Региональная власть и общественность Сибири (XIX — нач. XX века)» (автор, в соавт. с А. В. Гимельштейном, И. Л. Дамешек, А. В. Даниленко) (последние три книги объединены серией «Азиатская Россия» и вышли в Иркутске в конце 2007 года). Кроме того, он инициировал работу по подготовке и написанию истории Иркутской губернии в трёх томах.
Автор более 240 научных работ, в том числе 16 монографий. Под его руководством защищено 35 докторских и кандидатских диссертаций, в том числе диссертации Ч. Андреева (докторская), А. Гимельштейна, Е. Сениной. Выступал с лекциями и докладами в университетах и научных центрах Оттавы, Монреаля, Виннипега (Канада), Парижа (Франция), Пилы (Польша), Шэньяна (Китай), Улан-Батора (Монголия).
Член докторских диссертационных советов по историческим наукам при Иркутском и Бурятском государственных университетах.

## Награды и звания
Заслуженный деятель науки Российской Федерации и Республики Бурятия, почётный работник общего образования, дважды лауреат премии губернатора Иркутской области в номинации «Наука», действительный член Российской академии гуманитарных наук.

## Научные труды

### Диссертации
- Дамешек Л. М. Царизм и народы Восточной Сибири в конце XVIII — первой половине XIX вв.: Автореф. дис. ... канд. ист. наук / Иркутский гос. ун-т — Иркутск, 1974 — 20 с.
- Дамешек Л. М. Политика российского самодержавия в отношении народов Сибири в эпоху капитализма (1861—1917 гг.): Автореф. дис. ... докт. ист. наук / Иркутский гос. ун-т — Иркутск, 1987 — 30 с.

### Монографии
- Дамешек Л. М. Ясачная политика царизма в Сибири в XIX — начале XX века. Иркутск, 1983. 135 с.
- Дамешек Л. М. Внутренняя политика царизма и народы Сибири (XIX — начало XX вв.). Иркутск, 1986. 164 с.
- Дамешек Л. М. и др. Человек у Байкала. Экологический анализ среды обитания. Новосибирск, 1993. 139 с.
- Дамешек Л. М., Дамешек И. Л. «Кедр», обгоняющий время (очерки истории винокуренной промышленности Прибайкалья XVII — XX вв.). Иркутск, 1998. 150 с.
- Дамешек Л. М., Дамешек И. Л., Перцева Т. А., Ремнев А. В. М. М. Сперанский: сибирский вариант имперского регионализма (к 180-летию сибирских реформ М. М. Сперанского). Иркутск, 2003. 263 с.
- Дамешек Л. М., Гимельштейн А. В., Дамешек И. Л., Даниленко А. В. Региональная власть и общественность Сибири (XIX — нач. XX вв.). Иркутск, 2007. 256 с.
- Дамешек Л. М., Гимельштейн А. В., Сенина Е. А. Образ «инородцев» на страницах сибирской периодической печати (вторая половина XIX — нач. XX вв.). Иркутск, 2007. 320 с.
- Дамешек Л. М. Сибирские «инородцы» в имперской стратегии власти (XVIII — нач. XX вв.). Иркутск, 2007. 320 с.
- Дамешек Л. М. и др. Сибирь в составе Российской империи. Иркутск, 2007. 368 с.
- Дамешек Л. М., Дамешек И. Л. Сибирь в системе имперского регионализма (1822—1917 гг.). Иркутск, 2009. 389 с.
- Дамешек Л. М. и др. Иркутский край. Четыре века. История Иркутской губернии (области) XVII—XXI вв. Иркутск, 2012. 800 с.
- Дамешек Л. М., Дамешек И. Л. Особые комитеты как органы управления окраинами Российской империи. XIX — начало XX вв. Саарбрюккен, 2012. 66 с.
- Дамешек Л. М., Гимельштейн А. В., Левченко В. А., Пушкина Т. Л. Выставки и краеведческая деятельность ВСОРГО (1851—1931 гг.). Иркутск, 2012. 240 с.
- Дамешек Л. М., Жалсанова Б. Ц., Курас Л. В. История органов местного самоуправления бурят в XIX — начале XX вв. Иркутск, 2013. 503 с.
- Дамешек Л. М., Дамешек И. Л. Ясак в Сибири в XVIII — начале XX века. Иркутск, 2014. 303 с.
- Дамешек Л. М., Дамешек И. Л. М. М. Сперанский в Иркутск. 1819—1822. Иркутск, 2016. 48 с.
- Дамешек Л. М., Дамешек И. Л., Перцева Т. А. Сибирские реформы М. М. Сперанского 1822 г.: опыт административного регулирования интересов центра и регионов. Иркутск, 2017. 339 с.
- Дамешек Л. М., Гаврилова Н. И., Дамешек И. Л., Иванов А. А., Шахеров В. П. Государственная власть и общество: на материалах городов Иркутской губернии XIX — начала XX веков. Иркутск, 2019. 612 с.
- Дамешек Л. М., Дамешек И. Л., Матханова Н. П. «Главные блюстители неприкосновенности верховных прав самодержавия и пользы государства»: М. М. Сперанский, Н. Н. Муравьёв-Амурский и другие Сибирские генерал-губернаторы. Иркутск, 2020. 340 с.
- Дамешек Л. М., Жалсанова Б. Ц., Курас Л. В. Бурятский этнос в имперской системе власти (XIX — начала XX вв.). Иркутск, 2020. 740 с.
- Дамешек Л. М., Мамкина И. Н. Сибирь в системе имперского законодательства XVIII — начала XX века: закон и практика. Чита, 2021. 278 с.
- Дамешек Л. М. и др. История Якутии. Том 2. Новосибирск, 2021. 216 с.
- Дамешек Л. М. Этнический фактор окраинной политики империи в региональном измерении: сибирский вариант (XVIII—XX вв.). Иркутск, 2022. 183 с.
- Дамешек Л. М., Дамешек И. Л., Иванов А. А., Шахеров В. П. Очерки историографии и источниковедения истории Сибири эпохи империи (XIX — начало XX века). Иркутск, 2022. 319 с.

### Справочно-энциклопедические издания
- Дамешек Л. М. и др. Краткая энциклопедия по истории купечества и коммерции Сибири. Том 1. Книга 1. Новосибирск, 1994. 170 с.
- Дамешек Л. М. и др. Краткая энциклопедия по истории купечества и коммерции Сибири. Том 1. Книга 2. Новосибирск, 1994. 167 с.
- Дамешек Л. М. и др. Краткая энциклопедия по истории купечества и коммерции Сибири. Том 2. Книга 1. Новосибирск, 1995. 180 с.
- Дамешек Л. М. и др. Краткая энциклопедия по истории купечества и коммерции Сибири. Том 2. Книга 2. Новосибирск, 1995. 190 с.
- Дамешек Л. М. и др. Краткая энциклопедия по истории купечества и коммерции Сибири. Том 4. Книга 1. Новосибирск, 1997. 180 с.
- Дамешек Л. М. и др. Исторический факультет Иркутского государственного университета. Иркутск, 2012. 56 с.
- Дамешек Л. М. и др. Энциклопедический словарь по истории купечества и коммерции Сибири. Том 1. Новосибирск, 2012. 450 с.
- Дамешек Л. М. и др. Энциклопедический словарь по истории купечества и коммерции Сибири. Том 2. Новосибирск, 2013. 464 с.

### Учебные пособия
- Дамешек Л. М. и др. История Сибири. Томск, 1987. 472 с.
- Дамешек Л. М. Историография и источниковедение истории народов Сибири эпохи капитализма. Иркутск, 1990. 88 с.
- Дамешек Л. М., Тармаханов Е. Е., Санжеева Т. Е. История Усть-Ордынского Бурятского автономного округа. Улан-Удэ, 2003. 192 с.
- Дамешек Л. М. Институт генерал-губернаторов азиатской России и его особенности. Иркутск, 2011. 128 с.
- Дамешек Л. М. и др. «Господин главный начальник края»: история Восточно-Сибирского и Иркутского генерал-губернаторств. Иркутск, 2013. 83 с.
- Дамешек Л. М. Музей ВСОРГО: история формирования коллекции и выставочная деятельность (1851—1931 гг.). Иркутск, 2013. 82 с.
- Дамешек Л. М., Дамешек И. Л. Окраины Российской империи: институты и бюрократия XIX — начала XX веков. Иркутск, 2015. 223 с.
- Дамешек Л. М. Народы Сибири в административной системе азиатской России XVIII — начала XX века. Иркутск, 2016. 230 с.
- Дамешек Л. М. и др. Очерки историографии Сибири эпохи империи (XVIII — начало XX в.). Иркутск, 2017. 261 с.
- Дамешек Л. М., Дамешек И. Л., Пешкова В. К., Белоус И. П. Высшая администрация азиатской России XVIII — начала XX в.: история института, социальный портрет элиты, библиография. Иркутск, 2017. 131 с.
- Дамешек Л. М., Кружалина А. А., Ромашова М. В. Методика преподавания истории России в школе в условиях ФГОС третьего поколения. Иркутск, 2021. 122 с.

## Семья
Жена — Лариса Юрьевна Дамешек — кандидат математических наук, доцент.
Дочь — Ирина Дамешек (род. 1973) — доктор исторических наук, профессор. Сын — Михаил (род. 1979) — менеджер в сфере жилищно-коммунального хозяйства.